# Thalictrum grandiflorum
Thalictrum grandiflorum är en ranunkelväxtart som beskrevs av Carl Maximowicz. Thalictrum grandiflorum ingår i släktet rutor, och familjen ranunkelväxter. Inga underarter finns listade i Catalogue of Life.